# Frank Walker
Frank Bernard Walker (født 6. august 1981 i Tuskegee, Alabama, USA) er en amerikansk footballspiller (cornerback), der pt. er free agent.Han har tidligere spillet en årrække i NFL, blandt andet for Green Bay Packers og New York Giants.

## Klubber
- New York Giants (2003–2006)
- Green Bay Packers (2007)
- Baltimore Ravens (2008–2009)
- Minnesota Vikings (2010)
- Dallas Cowboys (2011)